# Prosthacusta amplipennis
Prosthacusta amplipennis är en insektsart som beskrevs av Lucien Chopard 1956. Prosthacusta amplipennis ingår i släktet Prosthacusta och familjen syrsor. Inga underarter finns listade i Catalogue of Life.